# SE Gama
Sociedade Esportiva do Gama – brazylijski klub piłkarski z siedzibą w dzielnicy Gama miasta Brasília, stolicy Brazylii.
Głównym derbowym rywalem klubu Gama jest klub Brasiliense.

## Osiągnięcia
- Mistrz drugiej ligi brazylijskiej (Campeonato Brasileiro Série B): 1998
- Mistrz stanu (Campeonato Brasiliense) (10): 1979, 1990, 1994, 1995, 1997, 1998, 1999, 2000, 2001, 2003

## Historia
Klub Gama założony został 15 listopada 1975 roku przez grupę sportowców pragnących utworzenia piłkarskiego klubu zawodowego, który mógłby reprezentować ich miasto w mistrzostwach Brazylii. Złotym okresem dla klubu były lata 90. XX wieku, kiedy to Gama sześć razy wygrywała mistrzostwa stanowe (Campeonato Brasiliense) oraz wygrała drugą ligę brazylijską (Campeonato Brasileiro Série B).